# Memoriał Kazimierza Araszewicza 1979
Memoriał Kazimierza Araszewicza 1979 – 2. edycja turnieju żużlowego, który miał na celu upamiętnienie polskiego żużlowca Kazimierza Araszewicza, który zginął tragicznie w 1976 roku, odbyła się 19 maja 1979 roku w Toruniu. Turniej wygrał Wojciech Żabiałowicz.

## Wyniki
- Toruń, 19 maja 1979

| Msc. | Zawodnik              | Klub         | Pkt |  |  |
| ---- | --------------------- | ------------ | --- |  |  |
| 1    | Wojciech Żabiałowicz  | Toruń        | 14  |  |  |
| 2    | Jerzy Rembas          | Gorzów Wlkp. | 13  |  |  |
| 3    | Roman Jankowski       | Leszno       | 12  |  |  |
| 4    | Ryszard Buśkiewicz    | Leszno       | 11  |  |  |
| 5    | Marek Towalski        | Gorzów Wlkp. | 10  |  |  |
| 6    | Marek Makowski        | Toruń        | 10  |  |  |
| 7    | Jan Woźnicki          | Toruń        | 8   |  |  |
| 8    | Marek Kończykowski    | Toruń        | 7   |  |  |
| 9    | Kazimierz Wójcik      | Gniezno      | 6   |  |  |
| 10   | Grzegorz Sterna       | Leszno       | 6   |  |  |
| 11   | Leon Kujawski         | Gniezno      | 5   |  |  |
| 12   | Czesław Miastkowski   | Grudziądz    | 4   |  |  |
| 13   | Krzysztof Okupski     | Gorzów Wlkp. | 2   |  |  |
| 14   | Tadeusz Wiśniewski    | Toruń        | 2   |  |  |
| 15   | Krzysztof Kwiatkowski | Toruń        | 2   |  |  |
| 16   | Eugeniusz Miastkowski | Toruń        | 0   |  |  |